# 2017 en Italie
Chronologie de l'Italie
- 2013
- 2014
- 2015
- 2016
- 2017
- 2018
- 2019
- 2020
- 2021

2015 en Europe - 2016 en Europe - 2017 en Europe - 2018 en Europe - 2019 en Europe

## Événements

### Janvier 2017
- 17 janvier : Antonio Tajani, journaliste et homme politique italien, membre fondateur de Forza Italia, proche de Silvio Berlusconi, commissaire européen aux Transports puis commissaire européen aux industries et à l'entrepreneuriat et vice-président de la Commission européenne de 2008 à 2014 et vice-président du Parlement européen depuis 2015 est élu président du Parlement européen.
- 18 janvier : Une série de quatre séismes majeurs frappent l'Italie centrale entre les régions des Abruzzes, du Latium, des Marches et de l'Ombrie, provoquant la mort de 34 personnes[1]
- 18 janvier : une avalanche frappe un hôtel près de Rigopiano, hameau de la commune de Farindola, dans la province de Pescara (Abruzzes)[2].

### Février 2017
- 6 février : Le gouvernement italien établit un « comité de surveillance de l'approvisionnement en gaz » et envisage de déclarer l'état d'urgence en raison de la pénurie de gaz naturel due à une forte augmentation de la demande provoquée par la vague de froid qui frappe l'Europe au cœur d'un hiver rigoureux. Comme les importations en provenance de Russie diminuent, il décide de donner la priorité à l'approvisionnement des ménages et de réduire l'usage industriel.

### Mars 2017
- 25 mars : célébration à Rome du 60e anniversaire du traité instituant la Communauté économique européenne.

### Avril 2017
- 30 avril : Matteo Renzi est réélu à la tête du Parti démocrate.

### Mai 2017
- 26 et 27 mai : sommet du G7 à Taormine en Sicile.

### Juin 2017
- 11 et 25 juin : élections municipales dans 1 004 communes.

### Juillet 2017
- x

### Août 2017
- 21 août : un séisme sur l'île d'Ischia fait au moins deux morts[3].
- 30 août : Ouverture de la 74e édition du festival international du film de Venise qui se poursuit jusqu'au 9 septembre

### Septembre 2017
- x

### Octobre 2017
- 22 octobre : référendum sur l'autonomie de la Lombardie et référendum sur l'autonomie de la Vénétie, majorité de « oui » pour les deux.

### Novembre 2017
- 3 novembre : la loi électorale de 2017 est promulguée.
- 5 novembre : élections régionales en Sicile.
- 10 novembre : (Éliminatoires de la Coupe du monde de football 2018) - L'Italie est dans une situation délicate après sa défaite 1-0 en Suède, sur un but de Jakob Johansson, lors du match aller des barrages pour la qualification pour la Coupe du monde de football de 2018 en Russie.
- 13 novembre : (Éliminatoires de la Coupe du monde de football 2018) - L'Italie, quadruple championne du monde, ne sera pas à la Coupe du monde en Russie l'été prochain. Battue 1-0 à l'aller en Suède, La Nazionale n'a pu faire mieux qu'un match nul 0-0 à San Siro à Milan et est donc éliminée en barrages. L'Italie manquera son premier Mondial depuis 1958.

### Décembre 2017
- x

## Culture

### Cinéma

#### Autres films sortis en Italie en 2017
- x

#### Mostra de Venise
- Lion d'or : The Shape of Water de Guillermo del Toro
- Lion d'argent du meilleur réalisateur :  Xavier Legrand pour Jusqu'à la garde
- Grand prix du jury de la Mostra de Venise :
- Coupe Volpi pour la meilleure interprétation féminine :  Charlotte Rampling pour Hannah
- Coupe Volpi pour la meilleure interprétation masculine : Kamel El Basha pour L'Insulte
- Prix du meilleur scénario :  Martin McDonagh pour Three Billboards Outside Ebbing, Missouri
- Prix Marcello-Mastroianni du meilleur jeune interprète : Charlie Plummer pour Lean on Pete

### Littérature

#### Livres parus en 2017
- x

#### Prix et récompenses
- Prix Strega : Paolo Cognetti, Le otto montagne (Einaudi)
  - Prix Strega européen : Jenny Erpenbeck  Allemagne pour Voci del verbo andare (Sellerio)
- Prix Bagutta : Vivian Lamarque, Madre d'inverno (Mondadori)
- Prix Bancarella : Matteo Strukul, I Medici. Una dinastia al potere (Newton Compton)
- Prix Brancati :
  - Fiction : Mauro Covacich, 'La città interiore (ed. La Nave di Teseo)
  - Essai : Pietro Bartolo et Lidia Tilotta, Lacrime di sale (Mondadori)
  - Poésie : Maria Attanasio, Blu della Cancellazione (ed. La Vita Felice)
- Prix Campiello : Donatella Di Pietrantonio pour L'arminuta
  - Prix Campiello de la première œuvre : Francesca Manfredi pour Un buon posto dove stare
  - Prix de la Fondation Campiello : Rosetta Loy pour Gli anni fra cane e lupo
  - Campiello Giovani : Andrea Zancanaro, Ognuno ha il suo mostro
- Prix Malaparte : Han Kang
- Prix Napoli : 
  - Fiction : Donatella Di Pietrantonio pour L'arminuta (Einaudi)
  - Poésie : Davide Rondoni (it) pour La natura del bastardo (Mondadori)
  - Essai : Giuseppe Montesano pour Lettori selvaggi (Giunti)
- Prix Pozzale Luigi Russo :
  - x ?
  - x ?
  - x ?
- Prix Raymond-Chandler : Margaret Atwood
- Prix Scerbanenco : Luca D'Andrea pour Lissy (Einaudi)
- Prix Stresa : Domenico Dara (it) – Appunti di meccanica celeste – Nutrimenti
- Prix Viareggio :
  - Roman : Gianfranco Calligarich, La malinconia dei Crusich (Bompiani)
  - Essai : Giuseppe Montesano Lettori selvaggi (Giunti)
  - Poésie : Stefano Carrai, La traversata del Gobi (Aragno)

## Décès en 2017

### Premier trimestre
- 5 janvier : Tullio De Mauro, linguiste et homme d’État. (° 31 mars 1932)
- 12 janvier : Giulio Angioni, écrivain et anthropologue. (° 28 octobre 1939)
- 16 février : Jannis Kounellis, artiste. (° 23 mars 1936)
- 6 mars : Alberto Zedda, chef d'orchestre. (° 2 janvier 1928)
- 25 mars : Giorgio Capitani, réalisateur. (° 29 décembre 1927)
- 26 mars : Alessandro Alessandroni, musicien et compositeur. (° 18 mars 1925)

### Deuxième trimestre
- 9 avril : Giorgio Bàrberi Squarotti, 87 ans, poète, universitaire et critique littéraire. (° 14 septembre 1929)
- 10 avril : Carlo Riva, 95 ans, ingénieur et industriel. (° 24 février 1922)
- 15 avril : Emma Morano, 117 ans, supercentenaire, doyenne de l'humanité. (° 29 novembre 1899)
- 18 avril : Amedeo Benedetti, 62 ans, écrivain. (° 22 septembre 1954)
- 21 avril : Enrico Medioli, 92 ans, scénariste. (° 17 mars 1925)
- 25 mai : Giovanni Bignami, 73 ans, astrophysicien et vulgarisateur scientifique. (° 10 avril 1944)
- 26 mai : Laura Biagiotti, 73 ans, styliste. (° 4 août 1943)
- 26 mai : Toni Bertorelli, 67 ans, acteur. (° 9 septembre 1949)
- 1er juin : José Greci, 76 ans, actrice. (° 10 janvier 1941)
- 23 juin : Stefano Rodotà, 84 ans, juriste et homme politique. (° 30 mai 1933)

### Troisième trimestre
- 3 juillet : Paolo Villaggio, 84 ans, acteur, écrivain et animateur de télévision. (° 31 décembre 1932)
- 8 juillet : Elsa Martinelli, 82 ans, actrice. (° 30 janvier 1935)
- 11 juillet : Luigi Ferdinando Tagliavini, 87 ans, organiste, claveciniste et musicologue. (° 7 octobre 1929)
- 28 juillet : Enzo Bettiza, 90 ans, journaliste, écrivain et homme politique. (° 7 juin 1927)
- 5 août : Dionigi Tettamanzi, 83 ans, cardinal. (° 14 mars 1934)
- 18 août : Sergio Zaniboni, 80 ans, auteur de bande dessinée. (° 4 août 1937)
- 26 août : Nanni Svampa, 79 ans, chanteur, compositeur, interprète et acteur. (° 28 février 1938)
- 4 septembre : Gastone Moschin, 88 ans, acteur. (° 8 juin 1929)
- 6 septembre : Carlo Caffarra, 79 ans, cardinal. (° 1er juin 1938)
- 9 septembre : Velasio De Paolis, 81 ans, cardinal. (° 19 septembre 1935)
- 10 septembre : Luigi Maria Burruano, 68 ans, acteur. (° 20 octobre 1948)
- 19 septembre : Massimo Natili, 82 ans, pilote automobile. (° 28 juillet 1935)
- 22 septembre : Brunero Gherardini, 92 ans, prêtre et théologien catholique. (° 10 février 1925)
- 27 septembre : Mario Bortolotto, 90 ans, critique musical. (° 30 août 1927)

### Quatrième trimestre
- 1er octobre : Pierluigi Cappello, poète.
- 8 octobre : Aldo Biscardi, journaliste et animateur de télévision.
- 18 octobre : Rosario Villari, historien et homme politique italien.
- 19 octobre : Umberto Lenzi, réalisateur et scénariste italien.
- 20 octobre : Ugo Fangareggi, acteur et metteur en scène.
- 29 octobre : Manfredi Nicoletti, architecte.
- 3 novembre : Renzo Calegari, dessinateur italien de bande dessinée.
- 10 novembre : Ray Lovelock, acteur.
- 15 novembre : Luis Bacalov, compositeur de musiques de films.
- 17 novembre : Toto Riina, chef de la mafia sicilienne.
- 18 novembre : Giorgio Antonucci, médecin psychiatre.
- 19 novembre : Andrea Cordero Lanza di Montezemolo, cardinal.
- 1er décembre : Enrico Castellani, peintre.
- 17 décembre : Francesco Leonetti, écrivain et poète.
- 18 décembre : Altero Matteoli, homme politique.
- 23 décembre : Manolo Bolognini, producteur de cinéma.
- 23 décembre : Lucia Mirisola, costumière et décoratrice.
- 26 décembre : Gualtiero Marchesi, chef cuisinier.

#### Articles sur l'année 2017 en Italie
- x

#### L'année sportive 2017 en Italie
- Championnat d'Italie de football 2016-2017
- Championnat d'Italie de football 2017-2018
- Coupe d'Italie de football 2016-2017
- Championnat d'Italie de rugby à XV 2016-2017
- Championnat d'Italie de rugby à XV 2017-2018
- Grand Prix automobile d'Italie 2017
- Milan-San Remo 2017
- Tour d'Italie 2017
- Tournoi de tennis de Rome (ATP 2017) (Masters de Rome)
- Tournoi de tennis de Rome (WTA 2017)

#### L'année 2017 dans le reste du monde
- L'année 2017 dans le monde
- 2017 par pays en Amérique, 2017 au Canada, 2017 aux États-Unis
- 2017 en Europe, 2017 dans l'Union européenne, 2017 en Belgique, 2017 en France, 2017 en Suisse
- 2017 en Afrique • 2017 par pays en Asie • 2017 en Océanie
- 2017 aux Nations unies
- Décès en 2017